# Рзянкин, Андрей Николаевич

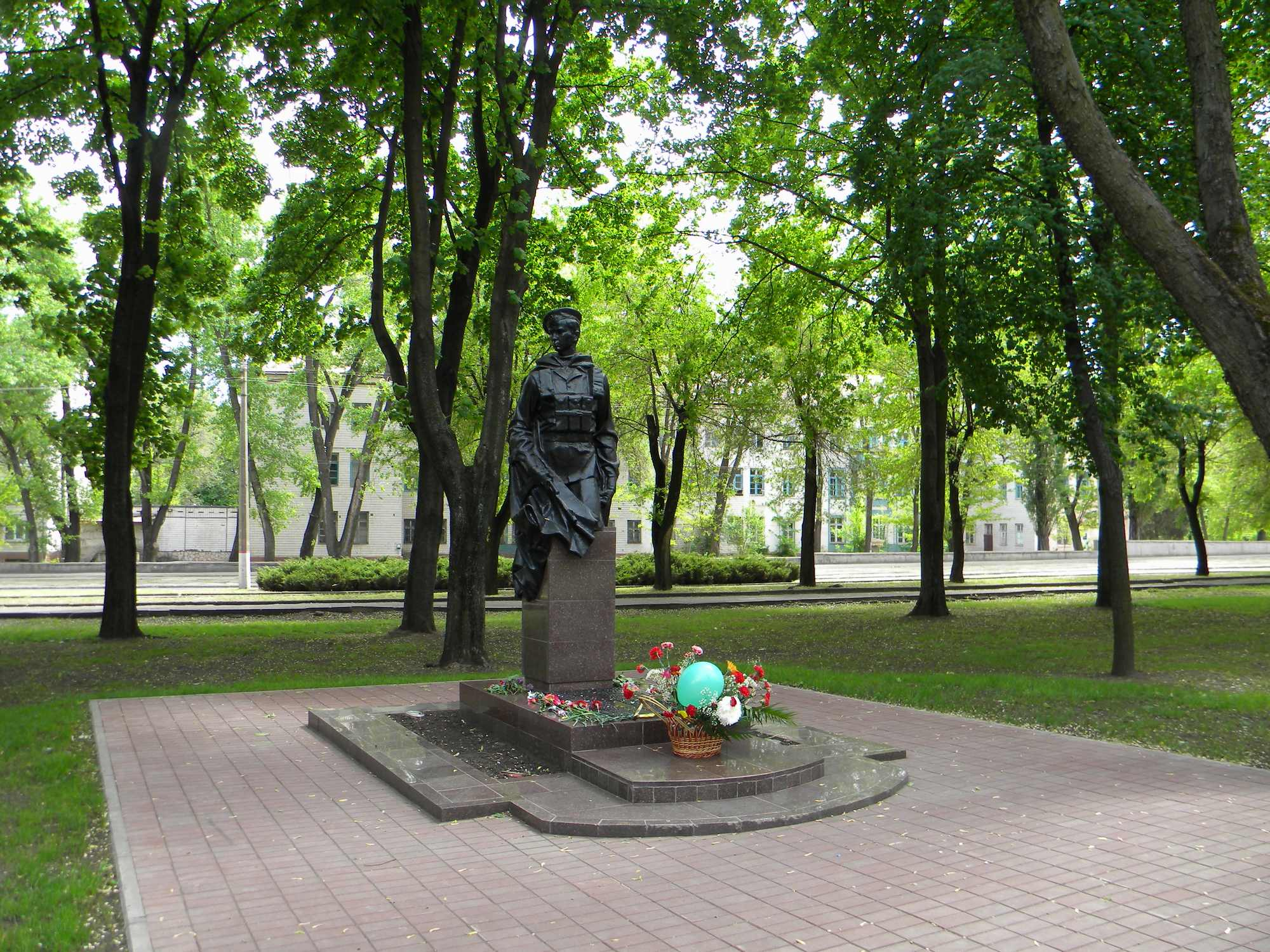
Имя на памятнике воинам-интернационалистам на Дзержинке (Кривой Рог)

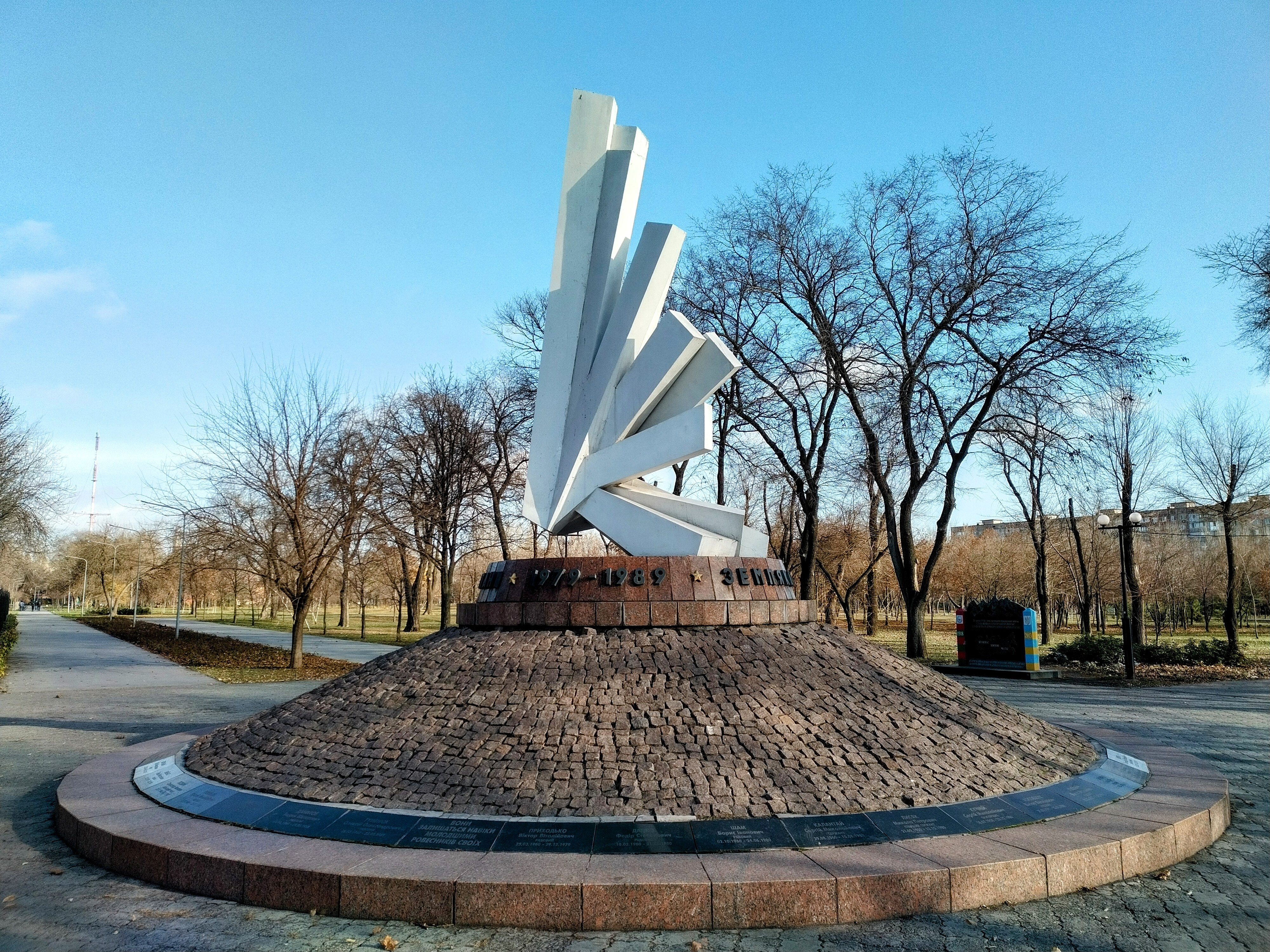
Имя на памятнике воинам-интернационалистам в Юбилейном парке (Кривой Рог)

Андрей Николаевич Рзянкин  (8 октября 1964, Кривой Рог, Днепропетровская область — 30 ноября 1985, Пяндж, Курган-Тюбинская область) — советский пограничник, старший сержант, заместитель командира взвода Керкинской десантно-штурмовой маневренной группы пограничных войск СССР. Представлялся к званию Героя Советского Союза.

## Биография
Родился 8 октября 1964 года в городе Кривой Рог.
Окончил среднюю школу № 34 и СПТУ № 29 в Кривом Роге. Член ВЛКСМ. Работал электрослесарем на шахте «Октябрьская» рудоуправления имени Коминтерна.
11 ноября 1983 года призван в Вооружённые силы СССР Жовтневым районным военным комиссариатом в городе Кривой Рог. В Афганистане с мая 1984 года. Участвовал в 18 боевых операциях, снял и обезвредил около 150 мин противника. В бою 29 ноября 1985 года, в ходе многоэтапной операции в Пянджской зоне, между кишлаками Мугуль и Ишан-Кышлак с риском для жизни выдвинулся во фланг противнику и внезапным огнем подавил несколько огневых точек. Был тяжело ранен, когда прикрыл телом командира, находившихся в опасности. Был эвакуирован в посёлок Пяндж.
Умер 30 ноября 1985 года в Пянджской больнице от ран. Похоронен в Кривом Роге на Центральном кладбище: участок 3, ряд 15, могила 528.

## Награды
- Медаль «За отличие в охране государственной границы СССР» (13 сентября 1984);
- Медаль «За отвагу» (20 декабря 1985);
- Орден Ленина (21 марта 1986, № 451224).

## Память
- Именем названа улица в Кривом Роге[3];
- Имя на памятнике воинам-интернационалистам в Кривом Роге;
- Памятная доска в Кривом Роге[4][5];
- Турнир по киокушин карате памяти Андрея Рзянкина[6];
- Имя носило несколько пионерских отрядов и школ Кривого Рога;
- Вещи в музее воинов-интернационалистов в Кривом Роге[7].